# Guam ai Giochi della XXVIII Olimpiade
Guam partecipò ai Giochi della XXVIII Olimpiade, svoltisi ad Atene, Grecia, dal 13 al 29 agosto 2004, con una delegazione di 4 atleti impegnati in tre discipline.

## Risultati

### Atletica leggera
| Q | Qualificato al turno successivo per la posizione in qualificazione                                                           |
| q | Qualificato per il turno successivo per ripescaggio o, negli eventi su campo, conquistando la misura minima per qualificarsi |

Maschile
Eventi su pista e strada
| Atleta     | Evento       | Batteria  | Batteria   | Semifinale      | Semifinale      | Finale          | Finale          |
| Atleta     | Evento       | Risultato | Classifica | Risultato       | Classifica      | Risultato       | Classifica      |
| ---------- | ------------ | --------- | ---------- | --------------- | --------------- | --------------- | --------------- |
| Neil Weare | 1500 m piani | 4'05"86   | 12º        | non qualificato | non qualificato | non qualificato | non qualificato |

Femminile
Eventi su pista e strada
| Atleta         | Evento       | Batteria  | Batteria   | Semifinale      | Semifinale      | Finale          | Finale          |
| Atleta         | Evento       | Risultato | Classifica | Risultato       | Classifica      | Risultato       | Classifica      |
| -------------- | ------------ | --------- | ---------- | --------------- | --------------- | --------------- | --------------- |
| Sloan Siegrist | 1500 m piani | 4'44"53   | 14ª        | non qualificata | non qualificata | non qualificata | non qualificata |

### Nuoto
Maschile
| Atleta          | Evento         | Batteria  | Batteria   | Semifinale      | Semifinale      | Finale          | Finale          |
| Atleta          | Evento         | Risultato | Classifica | Risultato       | Classifica      | Risultato       | Classifica      |
| --------------- | -------------- | --------- | ---------- | --------------- | --------------- | --------------- | --------------- |
| Daniel O'Keeffe | 100 m farfalla | 57"39     | 55º        | non qualificata | non qualificata | non qualificata | non qualificata |

### Lotta
Libera
Maschile
| Atleta       | Evento | Fase a gironi                | Fase a gironi         | Fase a gironi | Quarti di finale     | Semifinale           | Finale / FB          | Finale / FB |
| Atleta       | Evento | Avversario Risultato         | Avversario Risultato  | Pos.          | Avversario Risultato | Avversario Risultato | Avversario Risultato | Pos.        |
| ------------ | ------ | ---------------------------- | --------------------- | ------------- | -------------------- | -------------------- | -------------------- | ----------- |
| Jeffrey Cobb | −84 kg | Bichinashvili (GER) P 0–4 ST | Romero (CUB) P 0–4 ST | 3º            | non qualificato      | non qualificato      | non qualificato      | 21º         |